# World Federation of International Music Competitions

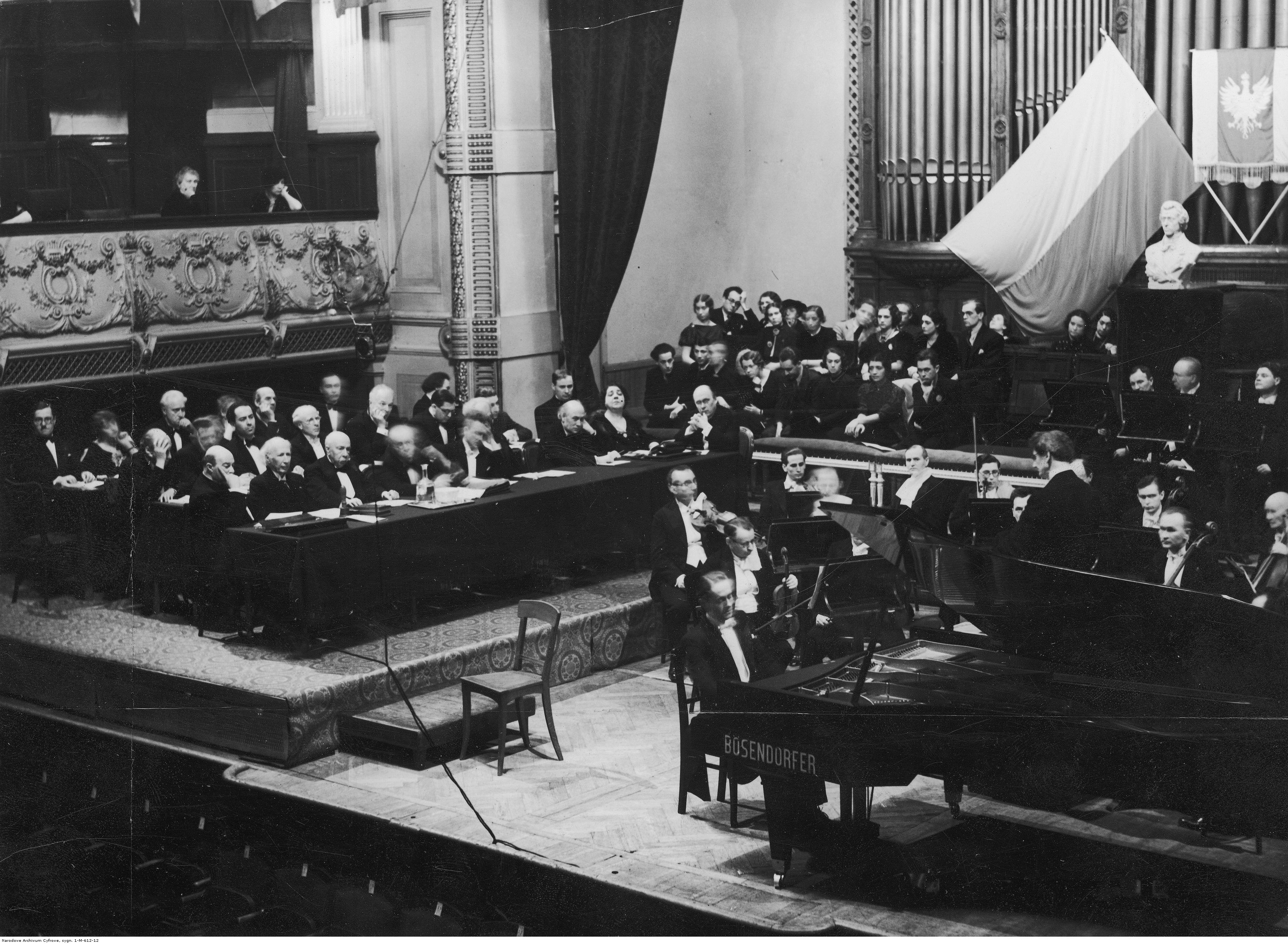
Der Internationale Chopin-Wettbewerb war eines der Gründungsmitglieder.

Die World Federation of International Music Competitions (WFIMC) (Weltverband der Internationalen Musikwettbewerbe) ist eine 1957 gegründete Organisation mit Sitz in Genf und Mitglied des Internationalen Musikrats. Sie listet über 120 internationale Musikwettbewerbe und hat die Förderung junger Talente, die zwischen 15 und 35 Jahre alt sind, zum Ziel.

## Zielsetzung
Im Detail differenziert die WFIMC in ihren Statuten 16 einzelne Ziele, darunter:
- die Komposition und Aufführung neuer Werke zu unterstützen
- ein positives Bild für internationale Musikwettbewerbe zu schaffen und zu vermitteln
- Gelegenheiten und Herausforderungen für solche Wettbewerbe zu identifizieren und damit umzugehen
- die Verbindungen und Zusammenarbeiten zu wahren und zu fördern

## Wettbewerbe
Gründungsmitglieder der WFIMC waren folgende Organisationen:
- Internationaler Musikwettbewerb der ARD
- Budapest International Music Competition
- Internationaler Klavierwettbewerb Ferruccio Busoni
- Internationaler Chopin-Wettbewerb
- Concours de Genève
- Gian Battista Viotti International Music Competition
- Internationaler Henryk-Wieniawski-Violinwettbewerb
- Concours Long-Thibaud-Crespin
- Premio Paganini
- Prager Frühling
- Concours Musical Reine Elisabeth

In den folgenden Jahren traten weitere Wettbewerbe bei:
1958
- Maria Canals International Music Competition
- International Besançon Competition for Young Conductors
- Internationaler Beethoven Klavierwettbewerb Wien
- Toulouse International Singing Competition

1959
- Internationaler Gesangswettbewerb von ’s-Hertogenbosch

1961
- Internationaler Robert-Schumann-Wettbewerb für Klavier und Gesang

1963
- Italy Accademia Nazionale di Santa Cecilia International Composition Competition

1965
- Internationaler Johann-Sebastian-Bach-Wettbewerb
- Leeds International Piano Competition

1968
- Vianna da Motta International Music Competition

1969
- International Jean Sibelius Violin Competition

1971
- Tschaikowski-Wettbewerb (2022 wegen Sanktionen gegen Russland ausgeschlossen)[2][3]

1973
- Grand Prix de Chartres

1974
- Jeunesses Musicales International

1975
- Alessandro Casagrande International Piano Competition
- Arthur Rubinstein International Piano Master Competition
- Grand Prix Maria Callas

1976
- Alberto Curci International Violin Competition
- Internationaler Clara-Haskil-Klavierwettbewerb
- Paloma O’Shea International Piano Competition
- Sion International Violin Competition
- Tibor Varga International Violin Competition

1977
- Van Cliburn International Piano Competition

1978
- Sydney International Piano Competition
- Vaclav Huml International Violin Competition

1979
- Épinal International Piano Competition

1980
- Internationaler Fritz Kreisler Wettbewerb
- Grzegorz Fitelberg International Competition for Conductors
- London String Quartet Competition
- Ludwig-Spohr Wettbewerb
- William Kapell International Piano Competition

1981
- Bordeaux International String Quartet Competition
- Carl Nielsen International Music Competition
- Cleveland International Piano Competition
- Dr. Luis Sigall International Music Competition
- Michele Pittaluga International Classical Guitar Competition

1982

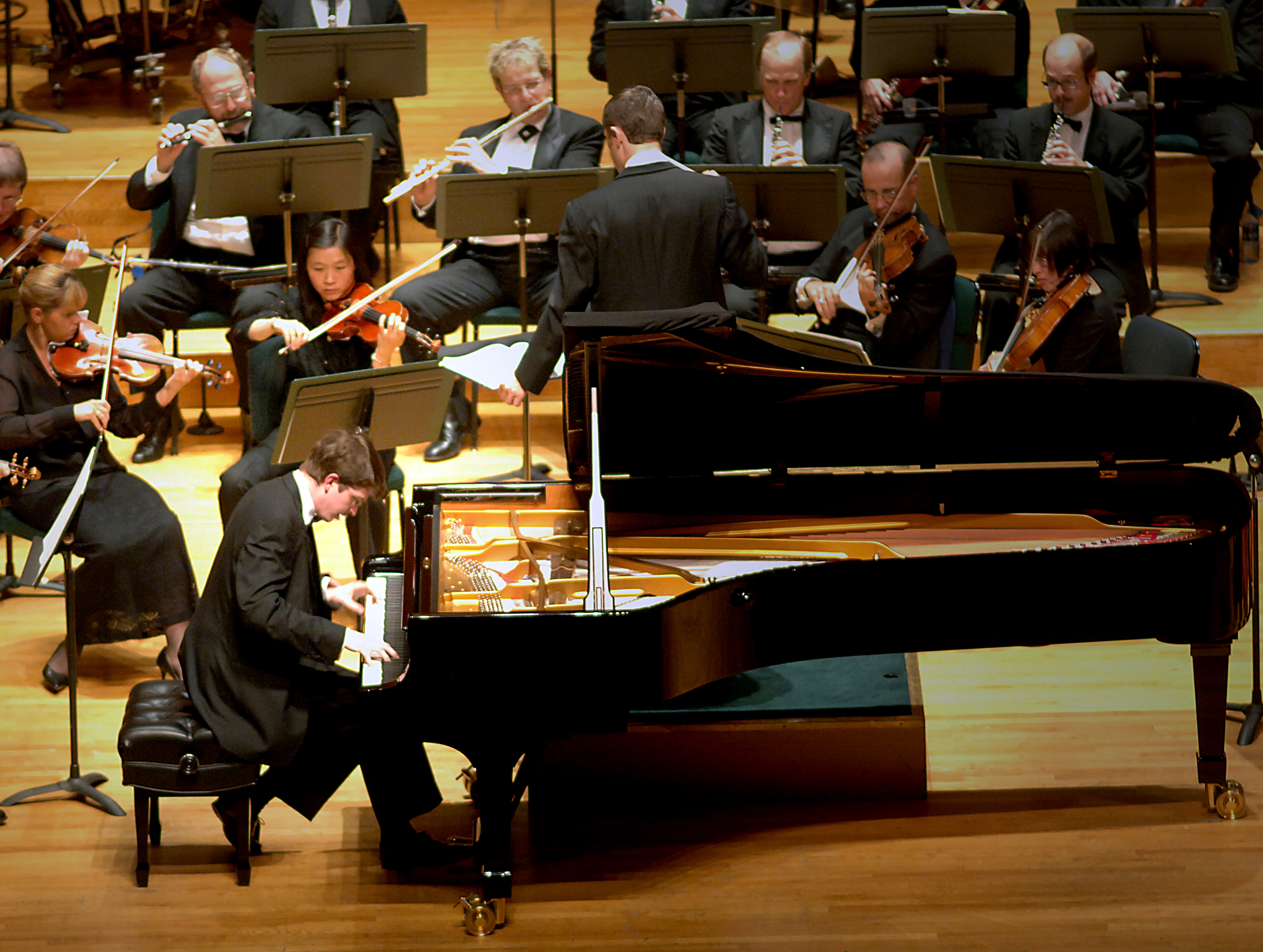
Stephen Beus auf der Gina Bachauer Competition 2006

- Verviers International Singing Competition

1983
- Francisco Viñas International Singing Competition
- Gina Bachauer International Piano Competition

1984
- Banff International String Quartet Competition
- International Violin Competition of Indianapolis
- Vittorio Gui International Chamber Music Competition

1985
- Rodolfo Lipizer International Violin Competition

1986
- Arturo Toscanini - Goffredo Petrassi International Conducting and Composition Competition
- Francisco Tárrega International Guitar Competition

1987
- Concours Géza Anda
- Kobe International Flute Competition
- Mirjam Helin International Singing Competition
- Pilar Bayona Piano Competition

1988
- Bilbao International Singing Competition
- Internationaler Musikwettbewerb Köln

1989
- Dublin International Piano Competition

1990
- Internationaler Kammermusikwettbewerb Franz Schubert und die Musik der Moderne
- Trapani International Chamber Music Competition
- USA International Harp Competition
- Wolfgang Amadeus Mozart International Music Competition

1991
- Premio Paolo Borciani
- NISA International Music Competition
- Joseph Joachim International Violin Competition

1992
- Cidade do Porto International Piano Competition
- International Franz Liszt Piano Competition
- Odense International Organ Competition

1993
- Antonio Pedretti International Conducting Competition
- Valencia International Piano Competition Prize Iturbi
- Internationaler Violinwettbewerb Leopold Mozart in Augsburg
- Internationaler Instrumentalwettbewerb Markneukirchen
- Internationaler Königin-Sonja-Musikwettbewerb

1994
- Mikalojus Konstantinas Ciurlionis International Piano and Organ Competition
- Scottish International Piano Competition

1995
- Calgary International Organ Competition
- Dos Hermanas International Clarinet Competition
- Julián Gayarre - Pablo Sarasate International Singing and Violin Competition
- Provincia di Caltanissetta International Chamber Music Competition
- Internationaler Joseph Joachim Violinwettbewerb, Hannover

1996
- Città di Porcia International Music Competition
- Ciutat de Tarragona International Award for Musical Composition
- Internationaler Schubert-Wettbewerb Dortmund
- Melbourne International Chamber Music Competition

1997
- Jan Nepomuk Hummel International Piano Competition
- Marseille International Opera Competition
- Dranoff International Two Piano Competition
- Internationaler Klavierwettbewerb von Orléans
- Osaka International Chamber Music Competition
- Sergei Prokofiev International Music Competition

1998
- Honens International Piano Competition
- Hamamatsu International Piano Competition
- Trio di Trieste International Chamber Music Competition

2000
- Ville de Paris International Music Competition
- Witold Lutosławski International Cello Competition

2001
- Alexander Girardi International Singing Competition
- Luxembourg International Percussion Competition
- Michael Hill International Violin Competition

2002
- George Enescu International Piano Competition
- London International Piano Competition
- Tbilisi International Piano Competition

2003
- Musashino-Tokyo International Organ Competition
- Mt. Fuji International Opera Competition of Shizuoka

2004
- Cadaqués Orchestra International Conducting Competition
- International Competition for Young Pianists in Memory of Vladimir Horowitz
- Montreal International Musical Competition
- Premio Jaén

2005
- Città di Brescia International Violin Competition
- International Franz Liszt Competition
- Sendai International Music Competition

2006
- Isang Yun Competition
- Lyon International Chamber Music Competition
- International Pablo Casals Cello Competition
- Saint-Maurice International Organ Competition

2007
- China International Piano Competition
- International Piano Competition Svetislav Stančić
- Tromp

2008
- International Max Rostal Competition für Violine und Viola
- Swedish International Duo Competition

2009
- China International Singing Competition
- China International Violin Competition
- Jeju International Brass Competition
- Maj Lind International Piano Competition
- Rina Sala Gallo International Piano Competition
- Seoul International Music Competition
- International Telekom Beethoven Competition Bonn
- Wilhelm Stenhammar International Music Competition

2010
- Ignacy Jan Paderewski International Piano Competition

2011
- Veronica Dunne International Singing Competition
- Internationaler Aeolus Bläserwettbewerb
- International Oboe Competition of Japan
- Città di Pinerolo
- BNDES International Piano Competition
- International Competition of Young Conductors Lovro von Matačić

2012
- Internationaler Violinwettbewerb Henri Marteau
- Internationaler J.M. Sperger Wettbewerb für Kontrabass
- Trondheim International Chamber Music Competition

2013
- Aram Khachaturian International Competition

2014
- Tokyo International Music Competition for Conducting

2015
- International Grand Prix of Romania ”Trophaeum Artis Cantorum”
- China Shenzhen International Piano Concerto Competition
- Takamatsu International Piano Competition
- Top of the World International Piano Competition

2016
- International Piano Competition
- Canadian International Organ Competition
- Elena Obraztsova International Competition of Young Opera Singers
- Giorgos Thymis International Piano Competition

2017
- International Edvard Grieg Piano Competition
- Schoenfeld International String Competition
- International Piano Competition - Istanbul Orchestra'Sion
- Longwood Gardens International Organ Competition
- Primrose International Viola Competition
- Princess Astrid International Music Competition

2018
- Gustav Mahler Conducting Competition
- Zhuhai International Mozart Competition
- The Gurwitz International Piano Competition
- Zodiac International Music Competition

2019
- International Luciano Berio Composition Competition
- Shanghai Isaac Stern International Violin Competition
- Singapore International Violin Competition
- Éva Marton International Singing Competition